# Rivière Dease
La rivière Dease est un cours d'eau de Colombie-Britannique, affluent du Liard.

## Description
Elle prend sa source à Little Creek Dease à Snow Peak, à environ 50 kilomètres à l'ouest du lac Dease et s'écoule pendant 265 km avant de se jeter dans le Liard. 

## Histoire
Elle a été nommée en l'honneur du marchand de fourrures Peter Warren Dease.